# Bard (Italie)
Pour les articles homonymes, voir Bard.
Pour les articles ayant des titres homophones, voir Bar et Barre.
Bard  (Bar en valdôtain) est une commune italienne de la région Vallée d'Aoste, située dans la basse vallée de la Doire baltée et faisant partie de l'unité des communes valdôtaines du Mont-Rose.
Sa population est de 132 habitants, ce qui en fait la commune la moins peuplée de la région Vallée d'Aoste.
Elle fait partie depuis 2012 des plus beaux bourgs d'Italie.

## Géographie
Bard se situe près d'une cluse de la vallée de la Doire baltée, où se dresse le fort de Bard. Le bourg est relié au chef-lieu de Hône par le pont de Bard.

Localisation de la commune de Bard à l'intérieur de la Vallée d'Aoste.

## Histoire
Des incisions sur pierre retrouvées lors des fouilles ont démontré que le territoire aux alentours du bourg ont été habités depuis le Néolithique.
Le village a été longtemps une propriété de la maison de Bard, qui dominait aussi sur la vallée de Champorcher. Bard a toujours été très important en vertu de sa position, qui favorise la défense contre les envahisseurs. En 1214 les frères Hugues (1191-1242) et Guillaume de Bard entre en conflit l'un contre l'autre et demande l'intervention d'arbitres dont  l'évêque de Verceil. Ce dernier impose un partage du patrimoine de la famille constitué par cinq châteaux: celui de Bard, de Champorcher, d'Arnaz, de Pont-Saint-Martin et d'un dernier dont il ne reste aujourd'hui que la Tour d'Avies. Les deux branches de la famille constituent ensuite les seigneuries de Bard et de Pont-Saint-Martin pour Guillaume et ses descendants qui se perpétuent jusqu'en 1737. Le 24 mai 1242 le comte Amédée IV de Savoie et le vicomte Godefroi Ier de Challant, entrent en guerre contre Hugues de Bard dont le château est confisqué et devient une forteresse comtale. Ses descendants conservent toutefois le nom de Bard mais se partagent le reste de son patrimoine.

### Héraldique
Les armoiries de Bard reprennent le symbole de la maison de Bard, avec deux bars, d'où dérive le nom, selon l'orthographe ancienne.

## Le bourg
Le bourg de Bard a été objet d'un projet de restauration au cours des deux dernières décennies, visant la mise en valeur de sa beauté. Il se présente comme un bourg médiéval typique, avec des édifices remontant au XVe et au XVIe siècle, parmi lesquels la maison de l'évêque, la maison Valpergaz, la maison Ciucca et la maison du cadran. Le palais des seigneurs Nicole, les derniers comtes de Bard, sans doute le plus beau, date du VIIIe siècle.
On peut visiter aussi la maison Challant, quartier général des travaux de restauration vers la fin des années 1990, qui ont été cofinancés par la communauté européenne.
L'église paroissiale, sur la place de la maison communale, remonte au XIIe siècle. Le plan actuel, rectangulaire à nef unique, fut réalisé vers le milieu du XIXe siècle. Le clocher est en style roman.

## Lieux d'intérêt
- Le géosite archéologique Archéoparc, où l'on peut admirer aussi un « toboggan des femmes », des gravures rupestres liées à un rite celtique de la fertilité.
- Près du chef-lieu se trouve le fort de Bard, autrefois une forteresse militaire, aujourd'hui siège du musée des Alpes ;

## Galerie de photos

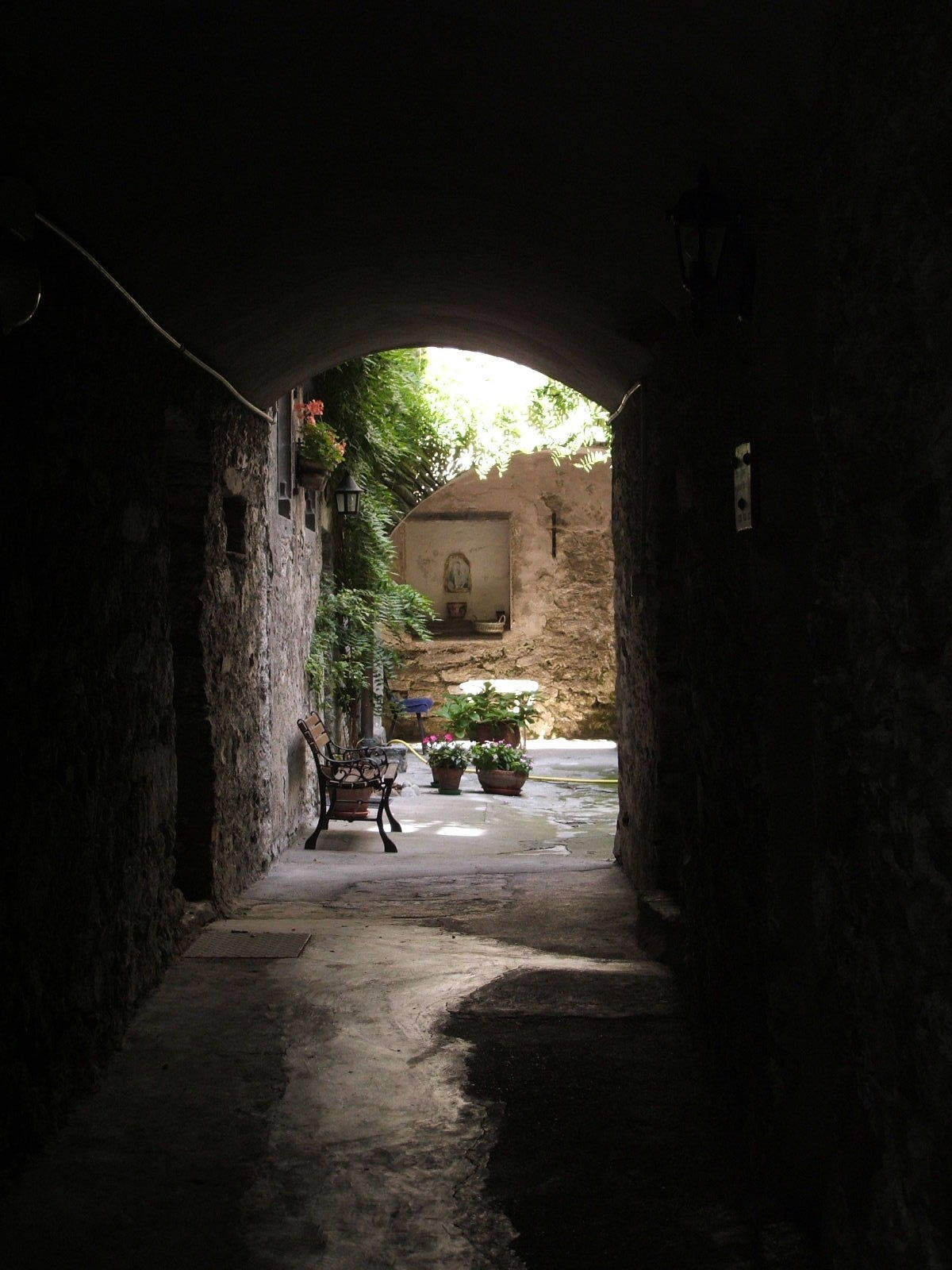
Une ruelle du bourg
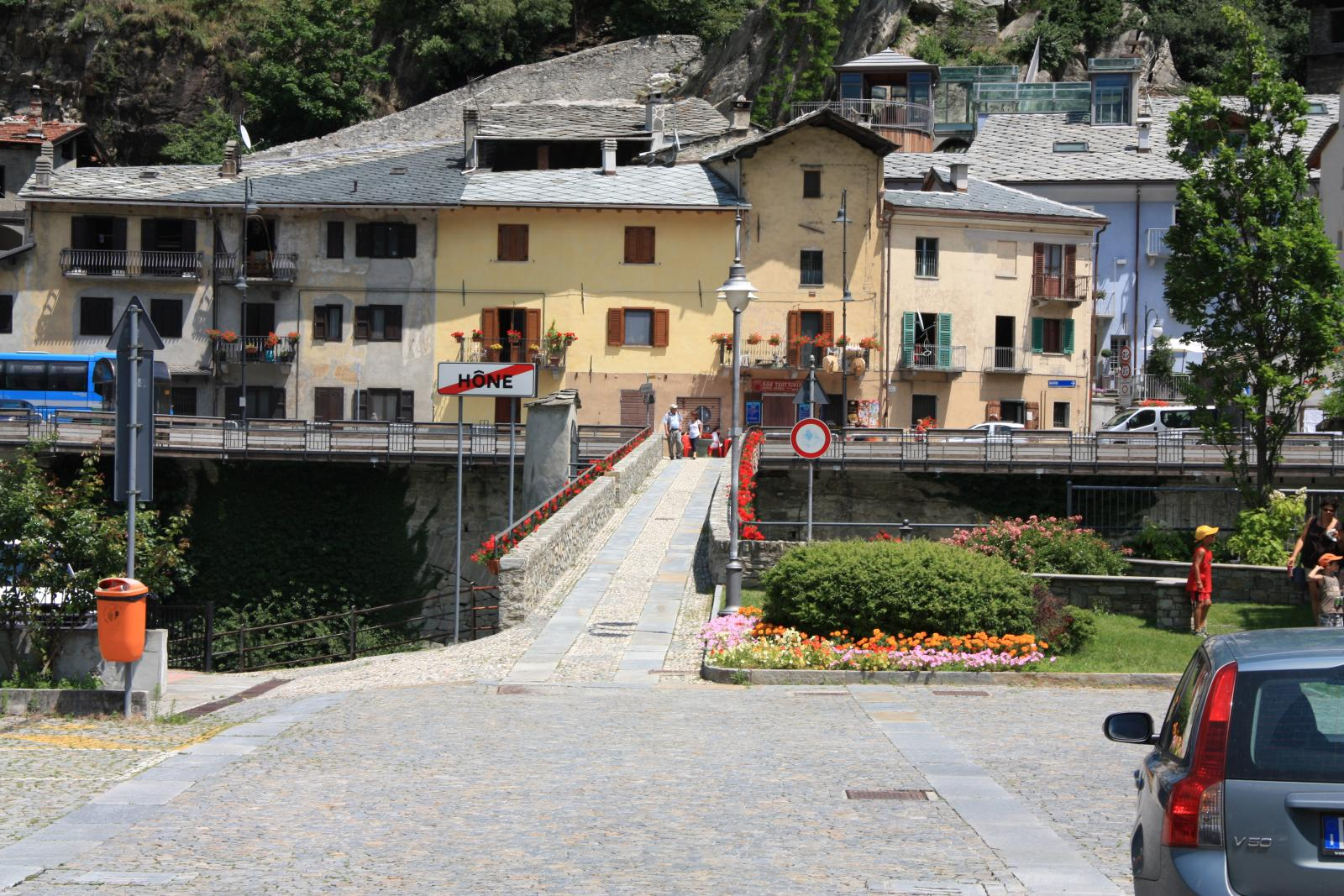
Le bourg de Bard vu depuis Hône (au-delà du pont de Bard)
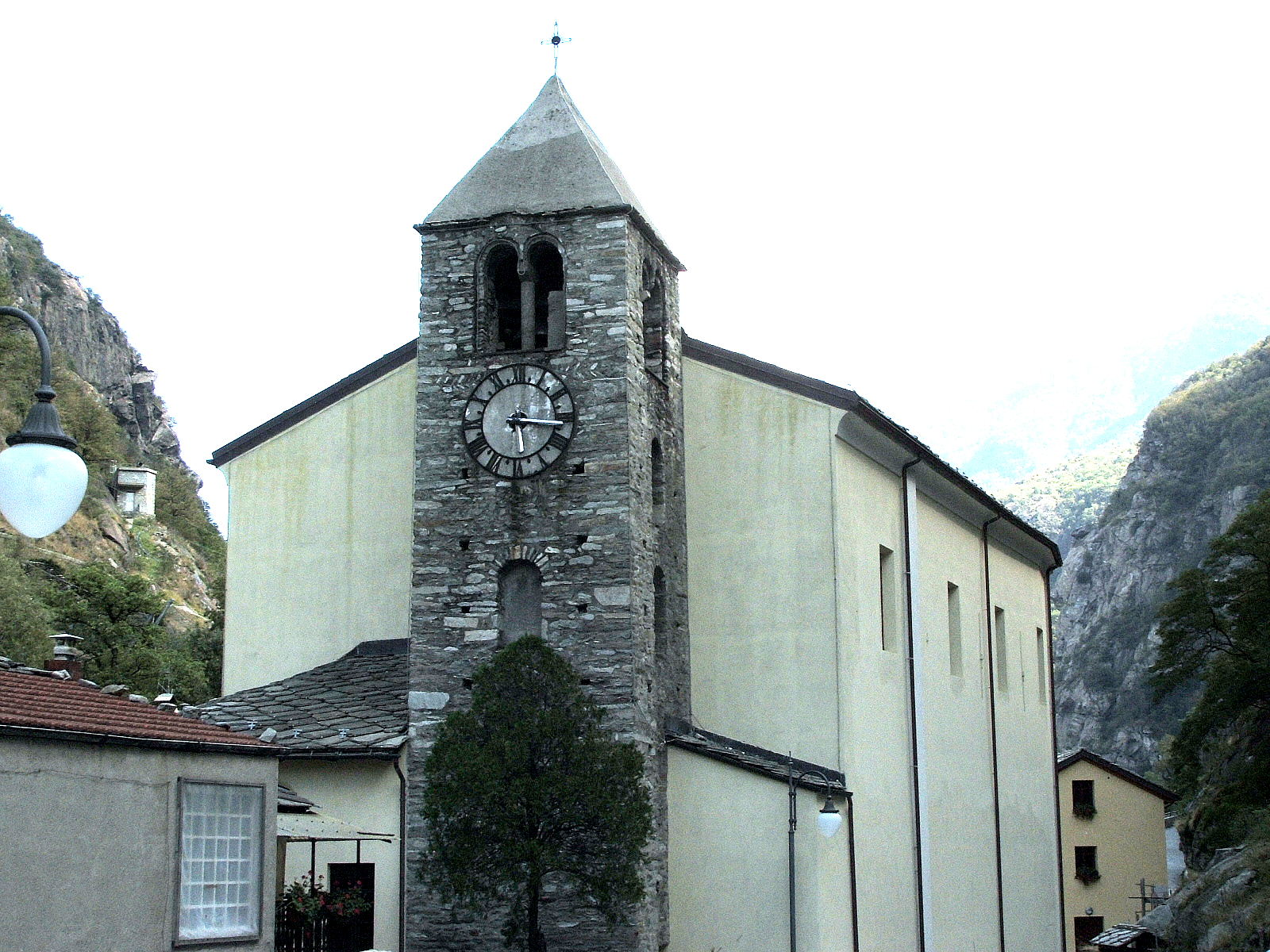
L'église paroissiale Notre-Dame-de-l'Assomption
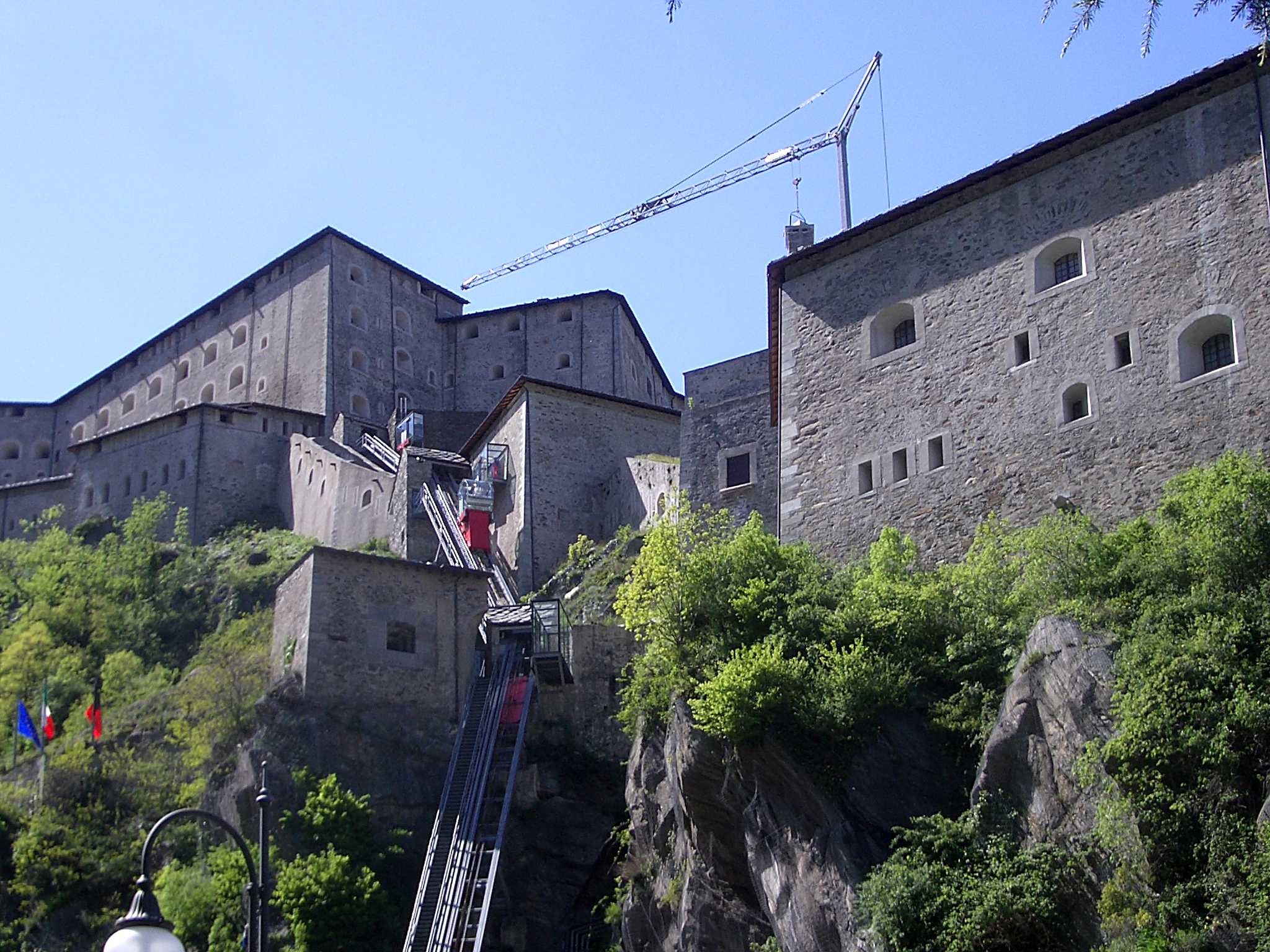
L'ascenseur du fort de Bard
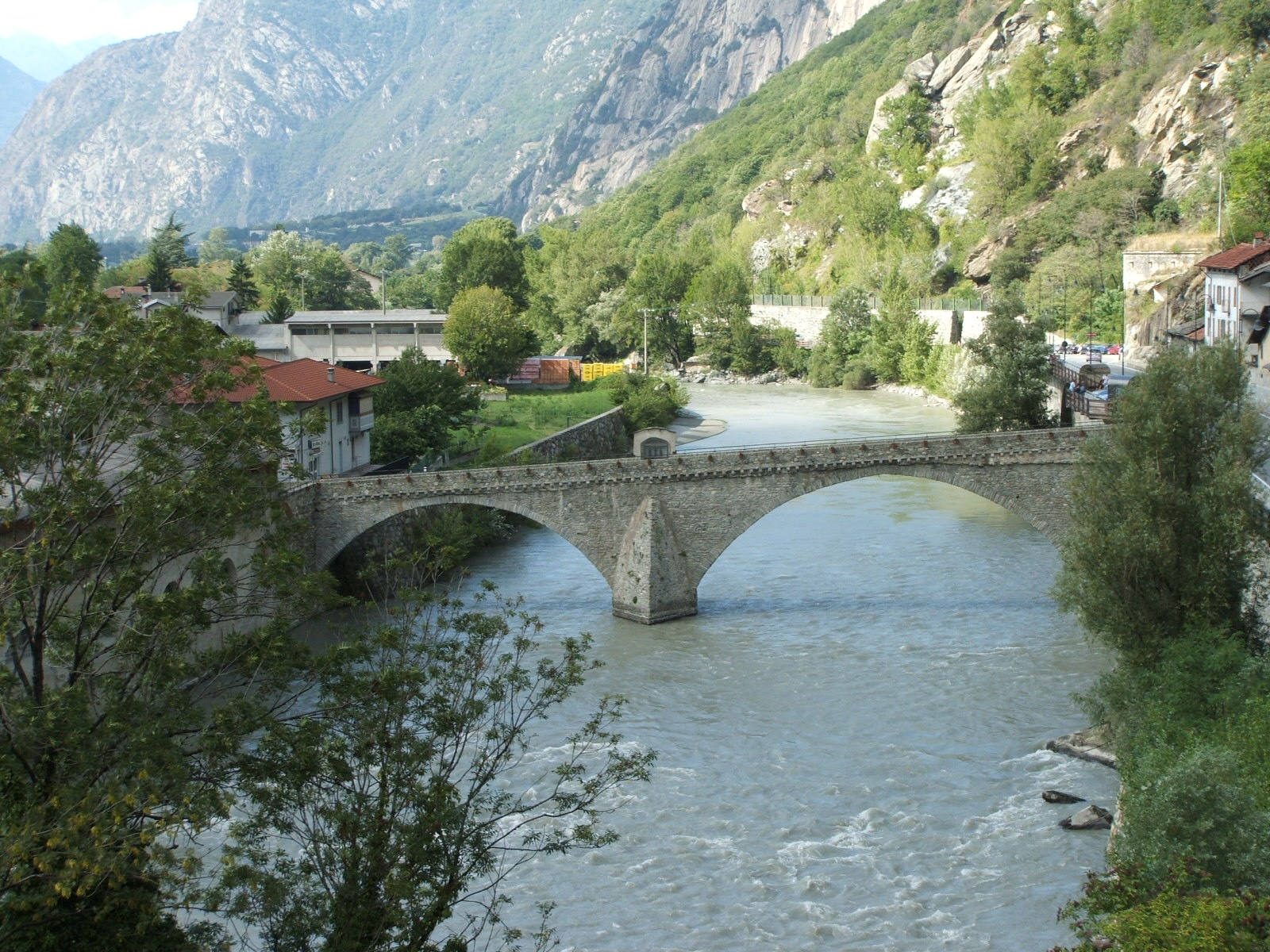
Le pont de Bard vu du fort de Bard
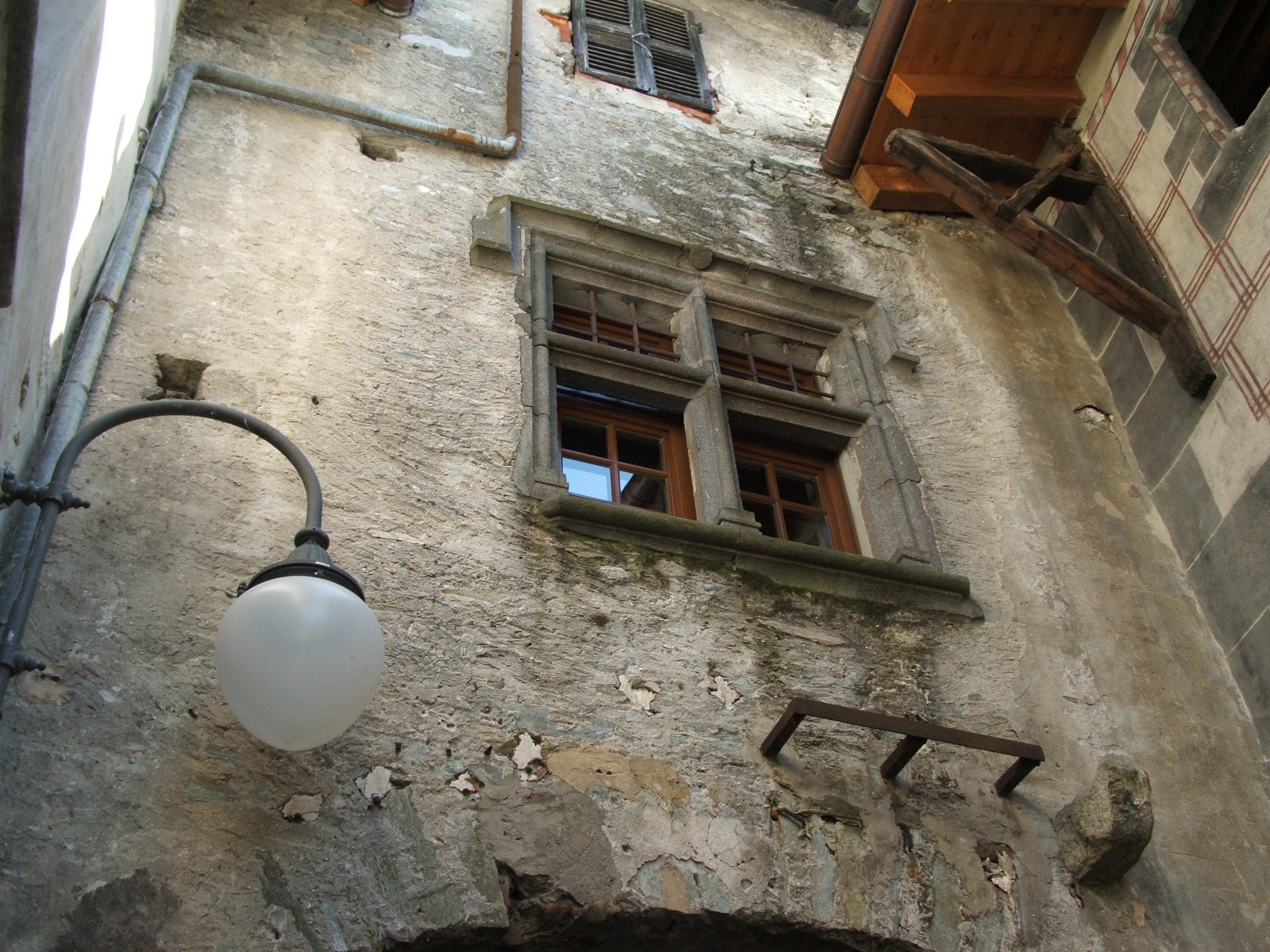
Une fenêtre croisée dans une maison du bourg
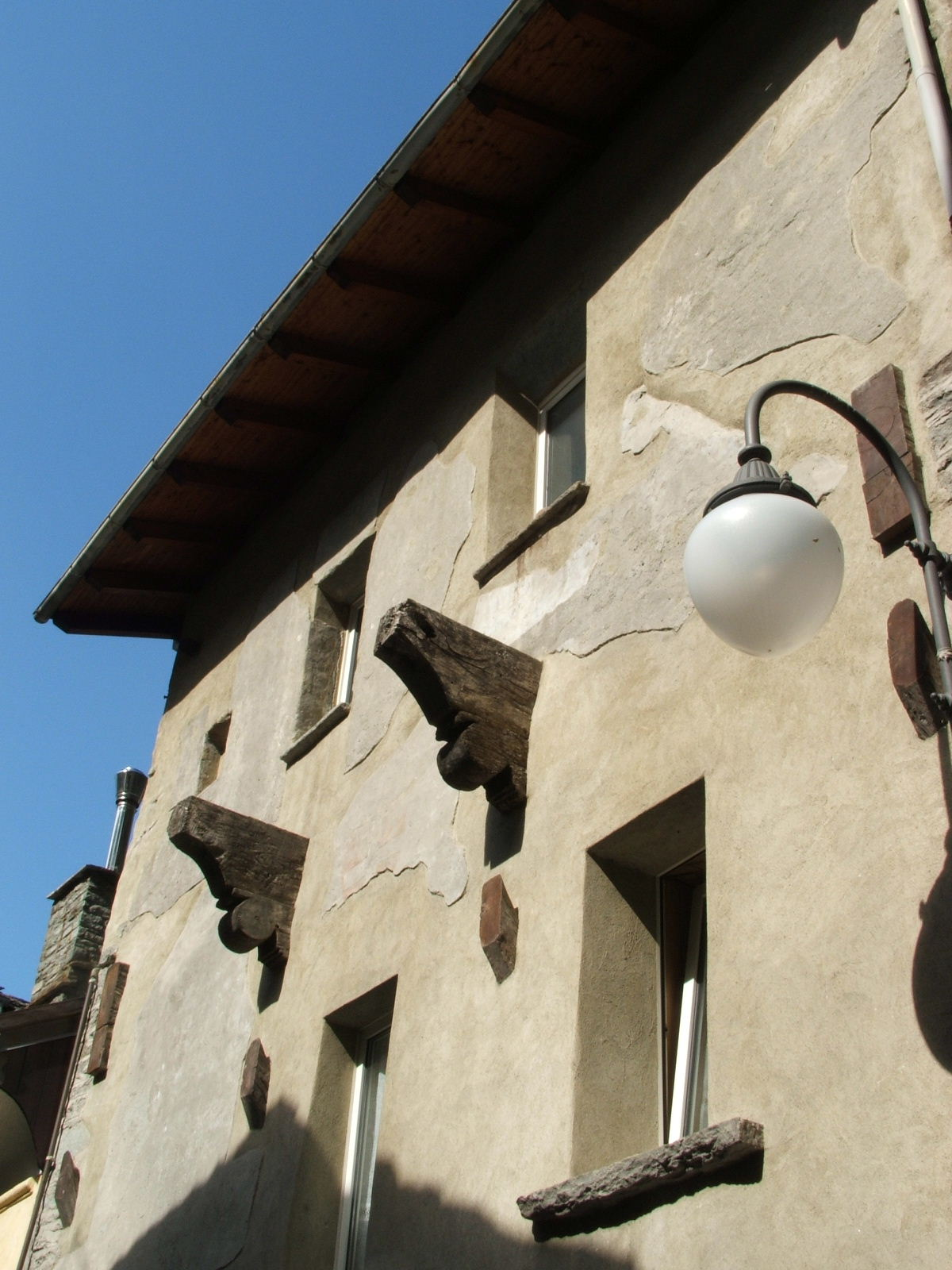
Une maison avec des modillons en bois

## Administration
| Période                                  | Période     | Identité          | Étiquette     | Qualité  |
| ---------------------------------------- | ----------- | ----------------- | ------------- | -------- |
| 9 mai 2005                               | 24 mai 2010 | César Bottan      |               | Syndic   |
| 24 mai 2010                              | 18 mai 2015 | César Bottan      | Liste civique | Syndic   |
| 19 mai 2015                              | En cours    | Deborah Jacquemet | Liste civique | Syndique |
| Les données manquantes sont à compléter. |             |                   |               |          |

### Hameaux
Issert, Crous, Albard, Valsourdaz

### Communes limitrophes
Arnad, Donnas, Hône